# Basttjärnen (Garpenbergs socken, Dalarna)
Basttjärnen är en sjö i Hedemora kommun i Dalarna och ingår i Dalälvens huvudavrinningsområde.